# Ken'ichi Maeyamada
Ken'ichi Maeyamada, noto anche con lo pseudonimo di Hyadain (前山田 健一?, Maeyamada Ken'ichi; Osaka, 4 luglio 1980), è un musicista, compositore e paroliere giapponese affiliato all'agenzia di talenti Stardust Promotion.
È noto soprattutto per le composizioni e remix di temi musicali per anime, videogiochi e per aver scritto musica e testi per numerosi cantanti e gruppi j-pop tra i quali Momoiro Clover Z, Mai Ōshima, Dish, Koda Kumi e TVXQ.

## Biografia
Maeyamada ha iniziato a studiare pianoforte all'età di quattro anni e a comporre tramite l'ausilio di un sintetizzatore durante gli anni della scuola media. Dopo essersi laureato all'Università di Kyoto ha lavorato come apprendista presso il paroliere Gorō Matsui. Nel 2007 ha scritto il testo del brano Don't Go Baby, utilizzato come colonna sonora dell'anime Initial D Fourth Stage. Nello stesso anno ha iniziato a pubblicare i propri lavori su Nico Nico Douga sotto lo pseudonimo di Hyadain (ヒャダイン?): il primo di questi è un remix di un brano tratto dal videogioco Mega Man 2, di cui scrive anche le parole. I suoi lavori sono inizialmente bersaglio di critiche, soprattutto per quanto riguarda la fedeltà dei remix al materiale originale. Nonostante ciò riesce a guadagnare una certa popolarità grazie soprattutto alle sue versioni di Four Friends of the Elements da Final Fantasy IV e Western Show da Super Mario World.

## Stile musicale
Maeyamada ha citato Yasuharu Konishi dei Pizzicato Five quale musicista da cui ha preso maggiore ispirazione per i suoi lavori, oltre a Shōichirō Hirata e Yūsuke Itagaki. Per la composizione e i remix di musiche per videogiochi ha dichiarato di aver tratto ispirazione da Nobuo Uematsu (Final Fantasy), Kōichi Sugiyama (Dragon Quest) e Kenji Itō (Romancing SaGa). I testi dei suoi lavori sono caratterizzati dall'uso frequente di elementi ironici e malinconici. Nei suoi lavori originali si occupa anche delle parti cantate, siano esse maschili o femminili, attraverso l'aiuto di sintetizzatore vocale.

## Discografia

### Album
- 2012 – 20112012

### EP
- 2011 – Nichijō no remix

### Singoli
- 2011 – Hyadain no kakakata kataomoi-C
- 2011 – Hyadain no jōjō yūjō
- 2011 – Nyanpire taisō
- 2011 – Christmas? Nani sore? Oishii no?
- 2012 – Start It Right Away
- 2012 – Samba de Toriko!!!
- 2013 – 23:40
- 2013 – Shift to jikyū to, tsuide ni ai o torimodose!!
- 2013 – Warai no kamisama ga oritekita
- 2014 – Hanpan spirit